# あたらしい日々/黄金の月
『あたらしい日々/黄金の月』（あたらしいひび / おうごんのつき）は、日本の音楽グループEvery Little Thingが2008年8月27日に発売した35枚目のシングル。

## 概要
シングルとしては、『サクラビト』から約半年での発売となる。
初回限定盤は前作に引き続きDVD付きで、「あたらしい日々」のビデオ・クリップが収録されている。
シングル自体には収録されていない「あたらしい日々 (Acoustic Version)」がMUSICOで限定配信されている。なお、NTTのCMで流れているのはこちらである。
2009年に発売されたベストアルバム『Every Best Single 〜COMPLETE〜』に両曲が収録されたが、翌年の2010年に発売されたオリジナルアルバム『CHANGE』には収録されておらず、オリジナルアルバムに収録されないケースとしては、1999年に発売された12thシングル『Someday, Someplace』以来9年ぶりとなった。

## 収録曲

### CD
1. あたらしい日々
（作詞：持田香織 / 作曲：吉木絵里子 / 編曲：中村康就）
フジテレビ系ドラマ『シバトラ〜童顔刑事・柴田竹虎〜』主題歌
NTTコミュニケーションズ"CreativE-Life" TVCMソング
2. 黄金の月
（作詞・作曲：持田香織 / 編曲：亀田誠治 & Every Little Thing）
「チーム・インテリジェンス」応援ソング
持田香織が作詞・作曲した曲は、シングル曲としては2002年発売の20thシングル『キヲク』のカップリングである「time trip ～僕が僕であるために～」以来となる。
5月21日より先行配信されていた。
3. あたらしい日々 (Instrumental)
4. 黄金の月 (Instrumental)

### DVD
1. あたらしい日々 Video Clip

## 楽曲の収録アルバム
あたらしい日々
- 『Every Best Single 〜COMPLETE〜』
- 『Every Cheering Songs』
- 『Every Best Single 2 ～MORE COMPLETE～』
- 『Every Best Single 2 〜laTe period〜』

黄金の月
- 『Every Best Single 〜COMPLETE〜』
- 『Every Cheering Songs』
- 『Every Best Single 2 ～MORE COMPLETE～』
- 『Every Best Single 2 〜laTe period〜』